# اینگل‌ساید، نیوساوت ولز
اینگل‌ساید (به انگلیسی: Ingleside) یک حومه شهر در استرالیا است که در نیو ساوت ولز واقع شده‌است.